# Georg Richard Kruse
Georg Richard Kruse (* 17. Januar 1856 in Greiffenberg, Provinz Schlesien; † 23. Februar 1944 in Berlin) war als Musikforscher ein namhafter Autor der Musikreihe des Reclam-Verlages. Er hat Opern bearbeitet und als Dirigent in Europa und Nordamerika gewirkt. Er war Begründer des Lessing-Museums in Berlin und hat eine umfangreiche Sammlung von Autobiographien von Künstlern und Wissenschaftlern seiner Zeit hinterlassen. Im Rahmen seiner Arbeit hat er sich maßgeblich um die Werke Albert Lortzings und Otto Nicolais verdient gemacht.

## Leben und Wirken
Kruse wurde in Greiffenberg geboren als Sohn des Theaterdirektors Georg Kruse. Er hatte Geigenunterricht bei dem Kapellmeister Carl Moritz von Weber, der aus der Familie Carl Maria von Weber stammte. Bereits 1869 spielte er im Theater-Orchester in Breslau mit. 1871, mit nur 15 Jahren, bekam er als Vertretung des Kapellmeisters beim Sommertheater in Magdeburg die Gelegenheit, erste praktische Erfahrungen als Dirigent zu erwerben. 1872 komponierte er für ein Bühnenstück seines Vaters, das den Titel „Ein Mann aus dem Volke“ trug, die Bühnenmusik. Die notwendige berufliche Praxis erwarb sich der junge Kruse mit verschiedenen Engagements als Operndirigent an mehreren Theatern in Deutschland. Stationen in dieser Zeit sind für ihn im Jahr 1873 Stralsund und Putbus auf Rügen, wo er auch das Volksstück „Anneken vom Mönchgut“ verfasste. 1874 war er in Krefeld engagiert, schrieb aber auch in den folgenden Jahren Musik zu Theaterstücken und bearbeitete 1880 Franz von Suppés „Dichter und Bauer“. 1885 ist er in Magdeburg tätig, dann 1888/89 Detmold, wo die für sein späteres Lebenswerk entscheidenden Einflüsse erfolgten. Georg Richard Kruse war Kapellmeister in Detmold am Hoftheater. Der Erforschung und Wiederbelebung der Werke Lortzings widmete sich Kruse seit dieser Zeit und wurde in späteren Jahren als Musikschriftsteller zum führenden Lortzing-Biographen. Er dirigierte dort Mozarts „Die Zauberflöte“ und „Don Juan“, Carl Maria von Webers „Der Freischütz“ und „Euryanthe“, den „Troubadour“ von Verdi und von Lortzing „Undine“ und „Zar und Zimmermann“.
Nach Detmold waren weitere Stationen Halle (Saale), Gotha und Dresden, das Stadttheater in Ulm, später auch Leipzig und Berlin. Dort war er 1890 als Komponist und Dirigent zweier Volksstücke am ‚Bürgerlichen Schauspielhaus’ zuvor tätig. 1891 folgte ein Engagement am Berliner „Belle-Alliance-Theater“ als Konzert- und Theaterdirigent. Von 1891 bis 1894 lebte Kruse in Milwaukee, wo er am dortigen Deutschen Theater arbeitete, in St. Louis und in Chicago. Zur Eröffnung des dortigen Schiller-Theaters schrieb er die Musik zum Festspiel „Die Pioniere“. Außerdem war er als Musikkritiker und Korrespondent für den „Milwaukee Herold“ tätig. Mit der Märchenoper „Hänsel und Gretel“ von Engelbert Humperdinck machte Georg Richard Kruse von 1894 bis 1896 als Unternehmer und Leiter eine Operntournee durch Deutschland und Holland und trug so zur Verbreitung des Werkes, das 1893 entstanden war, in großem Maße bei. 1896 bis 1899 war er Kapellmeister in Bern und in St. Gallen, bis er 1900 nach Berlin zog und sich dann vorwiegend dem Forschen, Sammeln und der Musikschriftstellerei widmete.
Von 1903 an war er Redakteur und Schriftleiter für den Reclam-Verlag und gab unzählige Operntexthefte heraus, zu denen er die Einleitungstexte verfasste. Reclams Opernführer, den Georg Richard Kruse verfasste, gehörte mit zu den am weitesten verbreiteten Opernführern. 1905 gründete Kruse die „Gesellschaft zur Erhaltung des Lessing-Hauses“, aus der 1908 das Lessing-Museum in der Brüderstraße 13 in Berlin-Mitte hervorging. Dort hielt er musikhistorische Vorträge, ließ Dichterlesungen und Rezitationsabende stattfinden und gab in Stil der Salons des 19. Jahrhunderts Musikabende, bei denen namhafte aber auch junge, noch unbekannte Künstler seiner Zeit mitwirkten.

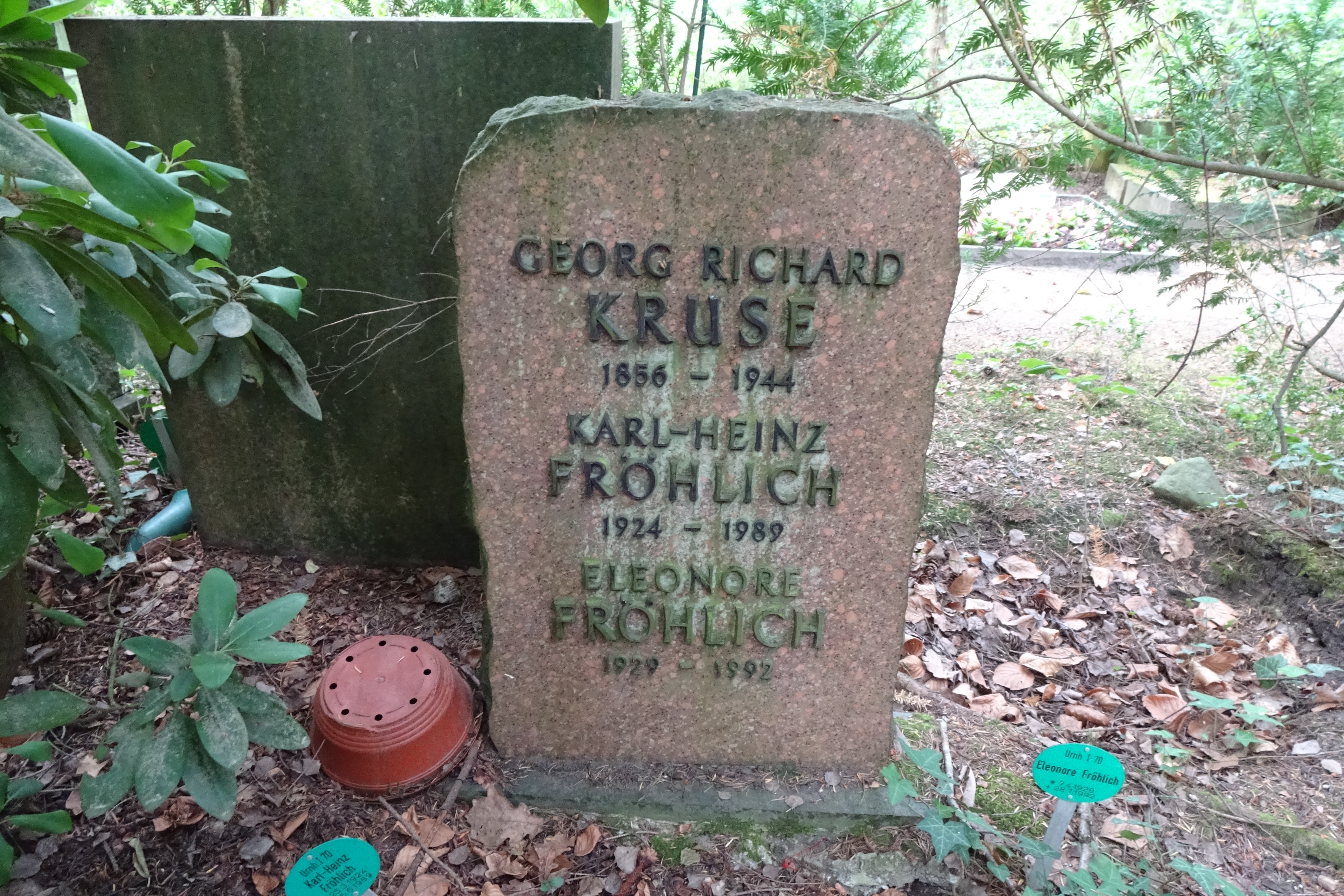
Kruses Grabstein auf dem Parkfriedhof Lichterfelde

Neben der biographischen Arbeit, der Herausgabe von Operntexten und dem Verfassen verschiedener musikalischer Aufsätze nahm das Lessing-Museum eine immer größere Bedeutung für Kruses Arbeit an – er war ständig bemüht, die Sammlung zu erhalten und zu erweitern. Zeitweilig wurde das Museum auch Sitz der Lessing-Hochschule zu Berlin und Kruse 1913/14 deren Direktor. Nachdem er die Leitung der Lessing-Hochschule an Ludwig Lewin abgegeben hatte, organisierte Kruse hauptsächlich musikalische Veranstaltungen im Museum. Daneben verschaffte ihm sein leidenschaftliches Sammeln in Bezug auf alles, was mit der Gattung der Spieloper zu tun hatte, im Laufe der Jahre ein immenses Wissen, das ihn oft zur Anlaufstelle vieler seiner Zeitgenossen werden ließ, wodurch schließlich eine große Zahl von Autographen in seinem Besitz entstand. 1936 wurde das Lessing-Museum von den Nationalsozialisten geschlossen, die ihr Vorgehen damit begründeten, dass viele jüdische Künstler Mitglieder im Verein waren oder als Künstler dort auftraten. Georg Richard Kruse erhielt dann zwar einen Ehrensold von der Stadt, aber die Exponate wurden an verschiedene Museen Berlins und  auch an Privatleute verteilt: Die Sammlung war damit zerrissen. 1941 entschloss sich Kruse, seine Lortzing-Sammlung und sein privates Archiv an die Lippische Landesbibliothek Detmold zu übergeben, wo sie in den Bestand eingegliedert wurde. Nach seinem Tod 1944 ging auch fast sein gesamter Nachlass mit den Bearbeitungen von Klavierauszügen und der Reclam-Textbuchsammlung nach Detmold.
Georg Richard Kruse starb im Februar 1944 im Alter von 88 Jahren in Berlin. Beigesetzt wurde er auf dem Parkfriedhof Lichterfelde (Grablage: Urnenhain I-70). Der Berliner Senat beschloss 1984, die letzte Ruhestätte von Georg Richard Kruse für zwanzig Jahre als Ehrengrab des Landes Berlin zu widmen. Nach Ablauf dieser Frist entschied der Senat im November 2005, die Widmung nicht zu verlängern.

## Veröffentlichungen (Auswahl)
- Albert Lortzing. Berühmte Musiker. Lebens- und Charakterbilder nebst Einführung in die Werke der Meister. Band VII. Berlin, Harmonie 1899.
- Albert Lortzing. Gesammelte Briefe. Mit einer Porträt-Beilage und einem Faksimile des ältesten vorhandenen Schriftstückes Lortzings. Hrsg. von Georg Richard Kruse. Neue, um 82 Briefe verm. Ausgabe. Verlag Bosse Regensburg 1913 XII, 301 S. Deutsche Musikbücherei; Bd. 6.
- Otto Nicolai. Ein Künstlerleben. Verlag Berlin–Wien, Berlin 1911.